# Viện Dầu khí Việt Nam
Viện Dầu khí Việt Nam (Vietnam Petroleum Institute - VPI) được thành lập ngày 22/5/1978, trụ sở đặt tại khu trại lính cũ của Pháp có tên Nhà Thành, Hưng Yên. Phân Viện phía Nam của Viện được lập vào năm 1982.
Năm 1988, trụ sở của Viện Dầu Khí từ Hưng Yên chuyển về Cầu Giấy, Hà Nội. Địa chỉ: Toà nhà Viện Dầu khí Việt Nam, Số 167 Trung Kính, Yên Hòa, Cầu Giấy, Hà Nội. Chi nhánh phía Nam, địa chỉ: Lô E2B-5, đường D1, Khu Công nghệ cao, thành phố Thủ Đức, Thành phố Hồ Chí Minh.
Trong 40 năm qua, Viện đã phát triển nghiên cứu với 8 trung tâm chuyên ngành: Tìm kiếm, Thăm dò và Khai thác; Phân tích Thí nghiệm; Ứng dụng và Chuyển giao Công nghệ; Chế biến; An toàn, Môi trường; Kinh tế, Quản lý; Đào tạo & Thông tin Dầu khí; và Lưu trữ Dầu khí.
Các kết quả nghiên cứu khoa học của Viện là cơ sở khoa học cho việc hoạch định chính sách, chiến lược, quyết định của Tập đoàn Dầu khí Việt Nam (PVN) và tư vấn cho Nhà nước trong các hoạt động tìm kiếm, thăm dò, khai thác, vận chuyển, tàng trữ, chế biến, an toàn môi trường và kinh tế quản lý dầu khí...

## Tầm nhìn
Phát triển Viện Dầu khí Việt Nam thành đơn vị nghiên cứu khoa học hoàn chỉnh, đồng bộ, hiện đại, đạt trình độ tiên tiến trong khu vực trong mọi lĩnh vực thuộc chuỗi hoạt động dầu khí: tìm kiếm, thăm dò, khai thác, vận chuyển, tàng trữ, phân phối, chế biến, lọc hóa dầu, an toàn môi trường, kinh tế, quản lý và đào tạo cán bộ.

## Sứ mệnh
- Đảm bảo giải quyết tất cả các vấn đề nghiên cứu khoa học và triển khai công nghệ dầu khí;
- Tư vấn có đầy đủ luận cứ khoa học và thực sự là bộ não tham mưu cho mọi hoạt động sản xuất kinh doanh cốt lõi của Tập đoàn Dầu khí Quốc gia Việt Nam;
- Đào tạo và cung cấp chuyên gia đầu ngành cho Tập đoàn Dầu khí Quốc gia Việt Nam;
- Mang lại lợi ích lâu dài cao nhất cho người lao động, Tập đoàn Dầu khí Quốc gia Việt Nam và đối tác.

## Lãnh đạo Viện qua các thời kỳ[1]
| Viện trưởng           | Giai đoạn            | Ghi chú                   |
| --------------------- | -------------------- | ------------------------- |
| Tiến sĩ Trần Xanh     | 1978-1981            | Phó Viện trưởng phụ trách |
| Hồ Đắc Hoài           | 1982-1989            |                           |
| TSKH. Nguyễn Giao     | 1989-1990, 1990-1993 |                           |
| Trần Ngọc Toản        | 1993-1994, 1994-1998 |                           |
| Vũ Văn Kính           | 1998-2006, 2007      |                           |
| Phan Tiến Viễn        | 2007-2008            |                           |
| Phan Ngọc Trung       | 2008-2010, 2010-2015 |                           |
| Nguyễn Anh Đức        | 2015-nay             |                           |
| Phó Viện trưởng       |                      |                           |
| Dương Hợp Hiếu        | 2019-2020            |                           |
| Dèn Minh Hiếu         | 2020-nay             |                           |
| Hồ Đắc Hoài           | 1978-1981            |                           |
| Hoàng Lộc             | 1978-1984            |                           |
| Tiến sĩ Nguyễn Hiệp   | 1978-1981            |                           |
| Đỗ Văn Lưu            | 1982-1988            |                           |
| TSKH. Phan Trung Điền | 1982-1988            |                           |
| Trương Minh           | 1989-1990, 1990-1993 |                           |
| Đỗ Bạt                | 1993-1994, 1994-2006 |                           |
| Trần Công Tào         | 1993-1994, 1994      |                           |
| Nguyễn Huy Quý        | 1993-1994, 1994-2004 |                           |
| Nguyễn Xuân Dịnh      |                      |                           |
| Phạm Ngọc Giản        | 2006, 2007-2008      |                           |
| Trần Trọng Tín        | 2006                 |                           |
| Nguyễn Trọng Tín      | 2007-2010            |                           |
| Phan Tiến Viễn        | 2007                 |                           |
| Phan Hữu Trung        | 2007-2010            |                           |
| Phan Thị Thanh Tuyền  | 2008-2010            |                           |
| Nguyễn Anh Đức        | 2007-2010            |                           |
| Đào Duy Khu           | 2007-4/2008          |                           |
| Nguyễn Hồng Minh      | 6/2010               |                           |

## Thành tựu nổi bật
- Danh hiệu Anh hùng Lao động - năm 2012
- Huân chương độc lập hạng 3
- Huân chương Lao động Hạng Nhất

## Liên kết
http://www.vpi.pvn.vn
http://baochinhphu.vn/Hoat-dong-cua-lanh-dao-Dang-Nha-nuoc/Trao-tang-Danh-hieu-Anh-hung-Lao-dong-cho-Vien-Dau-khi-Viet-Nam/147247.vgp